# Anime parallele
Anime parallele è il diciannovesimo album (il quattordicesimo in studio) della cantante italiana Laura Pausini, pubblicato il 27 ottobre 2023 dalla Warner Music Italy.
L'album viene pubblicato anche in lingua spagnola con il titolo Almas paralelas.

## Antefatti
Successivamente alla pubblicazione del dodicesimo album in studio Fatti sentire del 2018, Pausini ha intrapreso il Fatti sentire World Wide Tour 2018 tra Europa, Stati Uniti e America Latina. Sempre nel 2018 pubblica la raccolta The Singles Collection e intraprende il Laura Biagio Stadi Tour 2019 con Biagio Antonacci in Italia. Successivamente alla conclusione del tour la cantante annuncia una pausa discografica di almeno due anni.
Il 23 ottobre 2020 pubblica il primo brano inedito Io sì (Seen), colonna sonora del film La vita davanti a sé diretto da Edoardo Ponti, divenendo la prima canzone non in lingua inglese ad aver vinto un Golden Globe ed un Satellite Award e la prima canzone in italiano ad essere nominata ai Premi Oscar. Tra il 2020 e il 2022 Pausini inizia a registrare e comporre il tredicesimo album in studio. Nel 2022 pubblica l'inedito in lingua italiana e spagnola Scatola / Caja, come colonna sonora del film-documentario Laura Pausini - Piacere di conoscerti con la regia di Ivan Cotroneo e Monica Rametta per Prime Video.
Da marzo a settembre 2023 vengono pubblicati 3 singoli che faranno parte di un futuro progetto musicale: Un buon inizio (10 marzo), Il primo passo sulla luna (16 giugno) e Durare (15 settembre).
Il 4 agosto 2023 Pausini annuncia attraverso i propri social network di aver terminato il tredicesimo album in studio, scrivendo: «Oggi, dopo 3 anni, posso dire di aver finalmente finito di cantare il mio nuovo disco». L'11 settembre viene annunciato il titolo, la copertina e la data di uscita prevista per il 27 ottobre,  il 4 ottobre la track list. Il 6 ottobre vengono infine resi disponibili l'ascolto e l'acquisto digitale dei brani Davanti a noi e Frente a nosotros e vengono presentate le versioni dell'album attraverso una diretta Instagram; il 13 ottobre viene pubblicato il singolo El primer paso en la luna mentre il 20 viene reso disponibile il brano Dimora naturale/Hogar natural. Il 24 ottobre in esclusiva su TikTok vengono rese disponibili le anticipazioni di 30 secondi di ogni traccia.

## Composizione
Il progetto si compone di sedici tracce inedite nella versione originale e sei tracce in più in quella deluxe, scritte e composte da Pausini con numerosi autori e compositori, tra cui Biagio Antonacci, Federica Abbate, Michele Bravi, Edwyn Roberts, Alessandro Raina, Davide Simonetta, Alessandro La Cava, Dardust, Tommaso Paradiso, Virginio e Cheope. La produzione è stata affidata a Michelangelo, Paolo Carta, Simon Says! e Francesco "Katoo" Cattiti. La cantante ha raccontato il processo di produzione delle tracce del lavoro di unione degli arrangiamenti alla voce dell'artista:

## Descrizione e tematiche
L'album racchiude storie di diverse persone, compresa la stessa Laura, il cui sogno è quello di vivere in un mondo che condivide i luoghi, ma non per forza le idee, e nel quale vige comunque rispetto e c'è amore.

Nel corso della conferenza stampa per il disco, Pausini ha dichiarato che il progetto è stato iniziato nel corso della pandemia di COVID-19, e presenta nei testi «storie che ho vissuto o mi hanno raccontato» e «a mettere nuovamente al centro l'amore, il rispetto delle persone e dell'essere umano». La cantante ha inoltre affermato:
La cantante ha inoltre spiegato la decisione di includere nella traccia Dimora naturale la voce della figlia Paola:
Tra le tracce troviamo: Flashback canzone ispirata dalla storia di una fan (Alessia Pizzuti) che subiva violenza domestica dal padre e Vale la pena dedicata a una ragazza (Virna Vittorini) che ha perso il proprio fidanzato in un incidente stradale.

## Artwork e copertina
La versione CD, vinile e Deluxe hanno una copertina diversa; su entrambi sono raffigurati 16 personaggi inquadrati dall'alto sulle strisce pedonali che sono i protagonisti delle 16 tracce, ma con una inquadratura differente. La cantante ha raccontato la scelta dell'immagine della copertina dell'album:

## Promozione
Le versioni dell'album in lingua italiana e in lingua spagnola vengono pubblicate in formato CD e anche in formato doppio LP a tiratura limitata (in colorazione nera standard); la versione italiana viene pubblicata anche in colorazione trasparente, glitter, rosa e bianca (le ultime due il 3 novembre 2023).
Il primo singolo estratto in Italia è stato Un buon inizio; Il primo passo sulla luna il secondo; Durare il terzo (utilizzata come colonna sonora de I leoni di Sicilia, serie italiana su Disney+), Zero il quarto e Ciao il quinto. In Brasile il primo singolo è stato Durar (uma vida com você) in duetto con il cantautore brasiliano Tiago Iorc e il secondo Il primo passo sulla luna. In Spagna e in America Latina sono stati estratti come singoli: Un buen inicio, Durar, El primer paso en la luna, Cero e Te llevarás muy lejos.
L'album viene presentato alla stampa mondiale a Milano, in un edificio aperto al pubblico in Corso Venezia, per l'occasione denominato House of Anime Parallele.
Il 27 settembre 2024 viene pubblicata la riedizione digitale dell'album contenente due nuovi brani inediti, il singolo Ciao/Chao e Ti porterai lontano/Te llevarás muy lejos; vengono inoltre incluse le tracce Nemica/Enemiga e All'amore nostro/A ese amor tan nuestro che erano disponibili solo nell'edizione Deluxe fisica.
Per la promozione dell'album, la cantante rimarrà impegnata da giugno 2023 a dicembre 2024 nella tournée World Tour 2023-2024 composta da 76 date in Europa, Stati Uniti e America Latina, anticipata da un pre-tour con tre date a Venezia in Piazza San Marco e due date a Siviglia in Plaza de España, tra il 30 giugno e 22 luglio 2023.

## Accoglienza
| Recensione | Giudizio |
| ---------- | -------- |
| Newsic.it  | 6,5/10   |
| Rockol     | 7/10     |

Alessandro Alicandri di TV Sorrisi e Canzoni definisce il progetto «intenso e variegato nei contenuti», notando che si evince «il desiderio di non lasciare niente al caso, di ricordare sempre quanto è importante l'attenzione per i dettagli e per il rinnovamento» e «l'amore della comunità di anime parallele che cammina al suo fianco anche se vive in vite diverse». Il giornalista rimane piacevolmente colpito dagli autori e produttori coinvolti nel progetto, riportando che la produzione dei brani «risulta molto compatta, chiara e fedelissima all'identità di Laura Pausini».
Paolo Panzeri di Rockol afferma che l'album presenti «un'indubitabile perfezione formale» che «confermano lo status di regina del pop italiano e quello di stella della musica latina», apprezzando le collaborazioni nella scrittura dei brani. Panzeri sottolinea che la cantante «trattiene la potenza della voce» nei brani, «andando piuttosto a prediligere un cantato maggiormente trattenuto, e non è un male».
La rivista statunitense Billboard ha classificato l'album come uno dei «25 migliori album latini del 2023», descrivendolo come un «viaggio appassionato» e un «gioiello pop che ci ha fatto ballare, ridere, riflettere e guarire» con sonorità che vanno dalla «energica canzone pop-dance/elettronica» alla «sensibile ballata d'amore al pianoforte».

## Tracce

### Anime parallele
1. Zero – 3:21 (testo: Alessandro La Cava, Federica Abbate, Francesco Catitti – musica: Cheope, Francesco Catitti)
2. Un buon inizio – 3:10 (testo: Riccardo Zanotti, Laura Pausini – musica: Riccardo Zanotti, Giorgio Pesenti, Marco Paganelli)
3. Durare – 3:19 (testo: Laura Pausini, Edwyn Roberts, Paolo Antonacci – musica: Edwyn Roberts, Paolo Antonacci)
4. Eppure non è così – 3:39 (testo: Jacopo Ettorre, Laura Pausini – musica: Paolo Carta)
5. Cos'è – 3:20 (testo: Alessandro La Cava, Federico Bertollini – musica: Alessandro La Cava)
6. Tutte le volte – 3:29 (testo: Dardust, Tommaso Paradiso – musica: Dardust)
7. Il primo passo sulla luna – 2:58 (testo: Cheope, Laura Pausini, Virginio, – musica: Virginio, Jason Rooney)
8. Dimora naturale – 3:33 (testo: Cheope, Federica Abbate, Laura Pausini, Michele Bravi – musica: Francesco Catitti)
9. Più che un'idea – 3:27 (Biagio Antonacci, Placido Salamone)
10. Anime parallele – 3:05 (testo: Cheope, Laura Pausini – musica: Daniel Vuletic)
11. Però – 3:33 (testo: Edwyn Roberts, Laura Pausini, Stefano Marletta – musica: Edwyn Roberts, Stefano Marletta)
12. Flashback – 3:08 (testo: Jacopo Ettorre, Laura Pausini – musica: Paolo Carta)
13. Venere – 3:31 (testo: Alessandro Raina, Davide Simonetta, Laura Pausini, Raffaele Esposito – musica: Davide Simonetta, Raffaele Esposito)
14. Vale la pena – 2:59 (testo: Daniele Coro, Denise Faro, Diego Mancino, Laura Pausini, Virginio Simonelli – musica: Daniele Coro, Denise Faro, Diego Mancino, Virginio Simonelli)
15. Oltre la superficie – 3:19 (testo: Cheope – musica: Daniel Vuletic)
16. Davanti a noi – 2:59 (testo: Laura Pausini, Niccolò Agliardi – musica: Paolo Carta)

Tracce bonus nella riedizione streaming del 2024
1. Ciao – 3:32 (Laura Pausini, Sam Smith, Antonio Di Martino, Anice, Fraser T Smith, Paolo Carta)
2. Ti porterai lontano – 3:15 (Laura Pausini, Levante)
3. Nemica – 3:01 (testo: Jacopo Ettorre – musica: Paolo Carta)
4. All'amore nostro – 1:59 (testo: Laura Pausini, Aiello – musica: Aiello)

### Anime parallele(Brasile)
L'edizione pubblicata in Brasile contiene Durar (uma vida com você) in lingua portoghese in duetto con il cantautore brasiliano Tiago Iorc, in sostituzione di Durare. Il 4 novembre 2023 viene inoltre distribuita sulle piattaforme digitali la versione acustica del brano. 
1. Durar (uma vida com você) (feat. Tiago Iorc) – 3:19 (testo: Laura Pausini, Edwyn Roberts, Paolo Antonacci; adatt. portoghese: Tiago Iorc – musica: Edwyn Roberts, Paolo Antonacci) – Versione in lingua portoghese di Durare

### Almas paralelas
1. Cero – 3:21 (testo: Alessandro La Cava, Federica Abbate, Francesco Catitti; adatt. spagnolo: Laura Pausini – musica: Cheope, Francesco Catitti)
2. Un buen inicio – 3:10 (testo: Riccardo Zanotti; adatt. spagnolo: Laura Pausini – musica: Riccardo Zanotti, Giorgio Pesenti, Marco Paganelli)
3. Durar – 3:19 (testo: Laura Pausini, Edwyn Roberts, Paolo Antonacci; adatt. spagnolo: Laura Pausini – musica: Edwyn Roberts, Paolo Antonacci)
4. Perdona si no es así – 3:39 (testo: Jacopo Ettorre, Laura Pausini; adatt. spagnolo: Laura Pausini – musica: Paolo Carta)
5. Qué es – 3:20 (testo: Alessandro La Cava, Federico Bertollini; adatt. spagnolo: Laura Pausini – musica: Alessandro La Cava)
6. Todas las veces – 3:29 (testo: Dardust, Tommaso Paradiso; adatt. spagnolo: Laura Pausini – musica: Dardust)
7. El primer paso en la luna – 2:58 (testo: Cheope , Laura Pausini, Virginio; adatt. spagnolo: Laura Pausini – musica: Virginio, Jason Rooney)
8. Hogar natural – 3:33 (testo: Cheope, Federica Abbate, Laura Pausini, Michele Bravi; adatt. spagnolo: Laura Pausini – musica: Francesco Catitti)
9. Mas que una idea – 3:27 (Biagio Antonacci, Placido Salamone; adatt. spagnolo: Laura Pausini)
10. Almas paralelas – 3:05 (testo: Cheope, Laura Pausini; adatt. spagnolo: Laura Pausini – musica: Daniel Vuletic)
11. Pero – 3:33 (testo: Edwyn Roberts, Laura Pausini, Stefano Marletta; adatt. spagnolo: Laura Pausini – musica: Edwyn Roberts, Stefano Marletta)
12. Flashback – 3:08 (testo: Jacopo Ettorre, Laura Pausini; adatt. spagnolo: Laura Pausini – musica: Paolo Carta)
13. Venus – 3:31 (testo: Alessandro Raina, Davide Simonetta, Laura Pausini, Raffaele Esposito; adatt. spagnolo: Laura Pausini – musica: Davide Simonetta, Raffaele Esposito)
14. Vale la pena – 2:59 (testo: Daniele Coro, Denise Faro, Diego Mancino, Laura Pausini, Virginio Simonelli; adatt. spagnolo: Laura Pausini – musica: Daniele Coro, Denise Faro, Diego Mancino, Virginio Simonelli)
15. Más allá de la superficie – 3:19 (testo: Cheope; adatt. spagnolo: Laura Pausini – musica: Daniel Vuletic)
16. Frente a nosotros – 2:59 (testo: Laura Pausini, Niccolò Agliardi; adatt. spagnolo: Laura Pausini – musica: Paolo Carta)

Tracce bonus nella riedizione streaming del 2024
1. Chao – 3:32 (Laura Pausini, Sam Smith, Antonio Di Martino, Anice, Fraser T Smith, Paolo Carta; adatt. spagnolo: Laura Pausini)
2. Te llevarás muy lejos – 3:15 (Laura Pausini, Levante; adatt. spagnolo: Laura Pausini)
3. Enemiga – 3:01 (testo: Jacopo Ettorre; adatt. spagnolo: Laura Pausini – musica: Paolo Carta)
4. A ese amor tan nuestro – 1:59 (testo: Laura Pausini, Aiello; adatt. spagnolo: Laura Pausini – musica: Aiello)

### Edizione Deluxe
L'edizione Deluxe è un cofanetto cartonato composta da:
- CD in lingua italiana
- CD in lingua spagnola
- CD con tracce bonus

Tracce Bonus
Tra le tracce bonus troviamo gli inediti Nemica/Enemiga, All'amore nostro/A ese amor tan nuestro (la versione italiana era stata pubblicata sul lato B del vinile de Il primo passo sulla luna) e due versioni dal vivo.
1. Nemica – 3:01 (testo: Jacopo Ettorre – musica: Paolo Carta)
2. All'amore nostro – 1:59 (testo: Laura Pausini, Aiello – musica: Aiello)
3. Il primo passo sulla luna (Live in Venezia) – 3:16 (testo: Laura Pausini, Virginio – musica: Virginio, Jason Rooney)
4. Un buen inicio (Live in Sevilla) – 3:14 (testo: Riccardo Zanotti; adatt. spagnolo: Laura Pausini – musica: Riccardo Zanotti, Giorgio Pesenti, Marco Paganelli)
5. A ese amor tan nuestro – 1:59 (testo: Laura Pausini, Aiello; adatt. spagnolo: Laura Pausini – musica: Aiello)
6. Enemiga – 3:01 (testo: Jacopo Ettorre; adatt. spagnolo: Laura Pausini – musica: Paolo Carta)

## Crediti
- Laura Pausini: voce
- Paolo Carta: tastiera, chitarra elettrica, basso, programmazione, mixaggio, masterizzazione
- Simone Privitera: chitarra elettrica, pianoforte, tastiera, basso, batteria, programmazione, synth
- Giuseppe Taccini: chitarra
- Francesco Catitti: programmazione, Sintetizzatore, pianoforte, basso
- Andrea Suriani: mixaggio e masterizzazione
- Nicola Fantozzi: registrazione
- Federico Pelle: registrazione in Dimora naturale
- Aaron Serling: batteria, registrazione in Vale la pena
- Julio Reyes Copello: pianoforte, registrazione e mixaggio in Vale la pena
- Daniel Uribe: chitarra e registrazione in Vale la pena
- Vitel Kral: registrazione in Vale la pena
- Natalia Schlesinger: registrazione in Vale la pena
- Orchestra Filarmonica Ceca: orchestra in Vale la pena

Produttori
- Simone Privitera: Zero, Un buon inizio, Il primo passo sulla luna, Venere
- Paolo Carta: Un buon inizio, Durare, Eppure non è così, Più che un'idea, Flashback, Davanti a noi
- Michelangelo: Durare, Cos'è, Però
- Francesco Catitti: Tutte le volte, Dimora naturale, Anime parallele, Oltre la superficie
- Placido Salamone: Più che un'idea
- Julio Reyes Copello: Vale la pena

Registrazione
- ORS Oliveta Recording Studio, Castel Bolognese

## Nomination
Anime parallele riceve a dicembre 2023 una nomination ai Rockol Awards 2023 nella categoria Miglior album italiano mentre a settembre 2024 due nomination ai Latin Grammy Award, nella categoria Miglior album pop tradizionale e Miglior produttore (Julio Reyes Copello) con la canzone Vale la pena.

## Classifiche

### Classifiche settimanali
| Classifica (2023) | Posizione massima |
| ----------------- | ----------------- |
| Belgio (Fiandre)  | 90                |
| Belgio (Vallonia) | 12                |
| Francia           | 102               |
| Italia            | 2                 |
| Spagna            | 5                 |
| Svizzera          | 7                 |

### Classifiche di fine anno
| Classifica (2023) | Posizione |
| ----------------- | --------- |
| Italia            | 77        |